# Pop (canal TV britanic)
Pop este un canal de televiziune din Regatul Unit, deținut de Sony Pictures Television. 

## Programe
- 44 de pisici [1]
- Alvin și veverițele! [2]
- Barbie Dreamhouse Adventures [3]
- Motanul deghizat [4]
- Grizzyși lemingii [5]
- Hanazuki: Plin De Comori [6]
- Animăluțe Littlest Pet Shop [7]
- Mega Man: Total Încărcat [8]
- Miraculoasă: Poveștile lui Ladybug și Cat Noir [9]
- Pokémon [10]
- Polly Pocket [11]
- Sonic Boom [12]
- Talking Tom și Prieteni [13]
- Drama Totală [14]
- Trollhunters [15]
- Trolls: Depășirea continuă! [16]